# Championnats d'Europe de course d'orientation 2010
 (août 2017).
Si vous disposez d'ouvrages ou d'articles de référence ou si vous connaissez des sites web de qualité traitant du thème abordé ici, merci de compléter l'article en donnant les références utiles à sa vérifiabilité et en les liant à la section « Notes et références ».
Navigation
Édition précédente Édition suivante
Les championnats d'Europe de course d'orientation 2010, huitième édition des championnats d'Europe de course d'orientation, ont lieu du 27 mai au 6 juin 2010 à Primorsko, en Bulgarie.

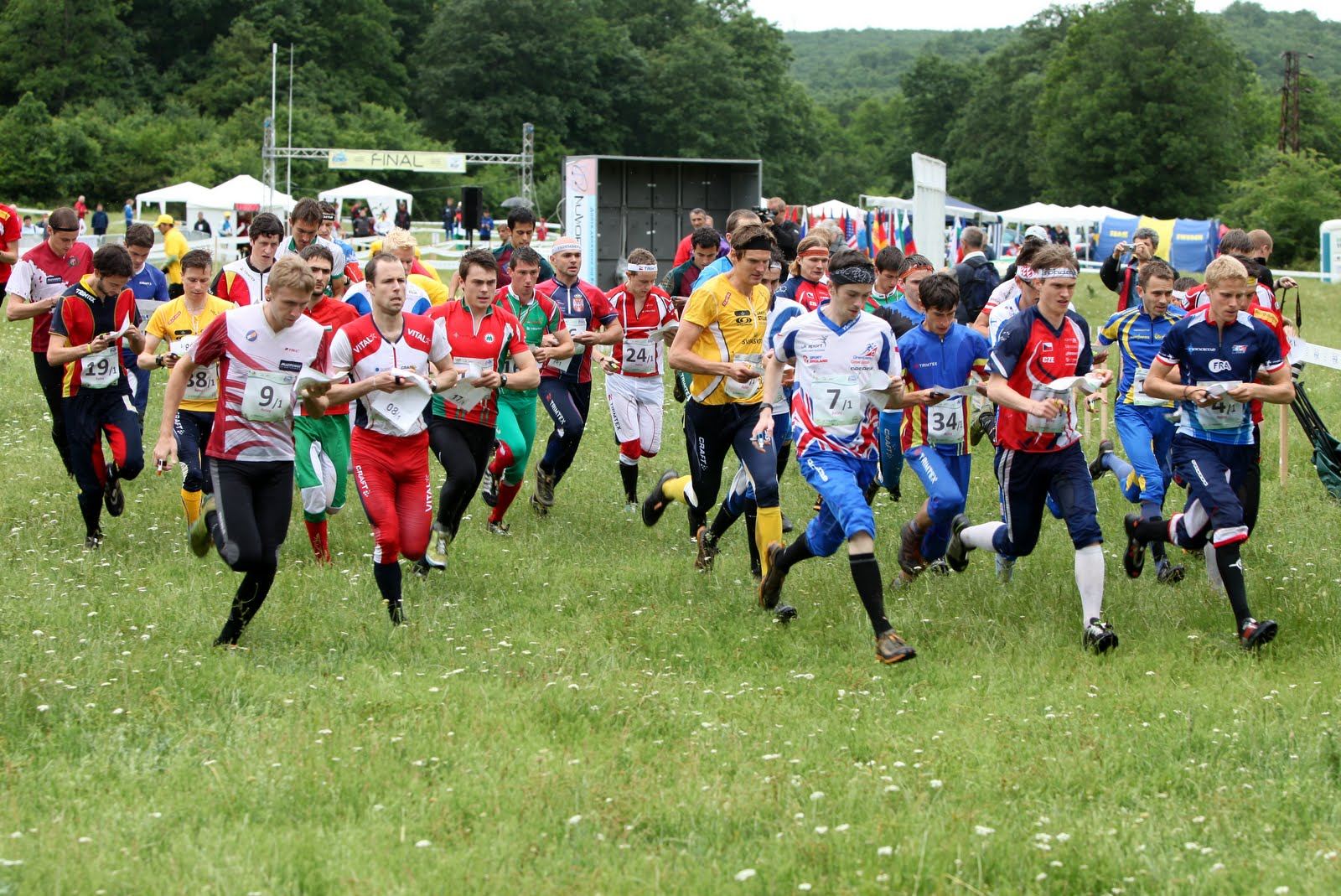
Départ relais homme

## Podiums
Femmes
| Épreuves                | Or                                                            | Argent                                                 | Bronze                                                |
| ----------------------- | ------------------------------------------------------------- | ------------------------------------------------------ | ----------------------------------------------------- |
| Femmes Sprint           | Suède Helena Jansson                                          | Suisse Simone Niggli                                   | Danemark Maja Alm                                     |
| Femmes moyenne distance | Suisse Simone Niggli                                          | Danemark Signe Søes                                    | Suède Lena Eliasson                                   |
| Femmes Longue distance  | Suisse Simone Niggli                                          | Tchéquie Dana Brožková                                 | Suède Helena Jansson                                  |
| Femmes Relais           | Suède Karolina Arewång-Höjsgaard Lena Eliasson Helena Jansson | Finlande Merja Rantanen Anna-Maija Fincke Minna Kauppi | Suisse Vroni König-Salmi Caroline Cejka Simone Niggli |

Hommes
| Épreuves                | Or                                                  | Argent                                                       | Bronze                                             |
| ----------------------- | --------------------------------------------------- | ------------------------------------------------------------ | -------------------------------------------------- |
| Hommes Sprint           | Suisse Fabian Hertner                               | Suisse Daniel Hubmann                                        | Suède Emil Wingstedt                               |
| Hommes moyenne distance | Russie Walentin Nowikow                             | Suisse Matthias Merz                                         | Suisse Daniel Hubmann                              |
| Hommes Longue distance  | Suisse Daniel Hubmann                               | France Philippe Adamski                                      | Suisse Fabian Hertner                              |
| Hommes Relais           | Suisse Matthias Müller Fabian Hertner Matthias Merz | France Frédéric Tranchand Philippe Adamski Thierry Gueorgiou | Norvège Holger Hott Carl Waaler Kaas Olav Lundanes |

## Tableau des médailles
- Pays organisateur

| Rang  | Nation             | Or | Argent | Bronze | Total |
| ----- | ------------------ | -- | ------ | ------ | ----- |
| 1     | Suisse             | 5  | 3      | 3      | 11    |
| 2     | Suède              | 2  | 0      | 3      | 5     |
| 3     | Russie             | 1  | 0      | 0      | 1     |
| 4     | France             | 0  | 2      | 0      | 2     |
| 5     | Danemark           | 0  | 1      | 1      | 2     |
| 6     | République tchèque | 0  | 1      | 0      | 1     |
| 6     | Finlande           | 0  | 1      | 0      | 1     |
| 8     | Norvège            | 0  | 0      | 1      | 1     |
| Total | Total              | 8  | 8      | 8      | 24    |